# Оси (Француска)
Оси (фр. Haussy) насеље је и општина у североисточној Француској у региону Север-Па д Кале, у департману Север која припада префектури Камбре.
По подацима из 2011. године у општини је живело 1549 становника, а густина насељености је износила 95,5 становника/km². Општина се простире на површини од 16,22 km². Налази се на средњој надморској висини од 60 метара (максималној 109 m, а минималној 50 m).

## Демографија
| 1962. | 1968. | 1975. | 1982. | 1990. | 1999. | 2011. |
| ----- | ----- | ----- | ----- | ----- | ----- | ----- |
| 1.827 | 1.919 | 1.785 | 1.746 | 1.623 | 1.559 | 1.549 |

График промене броја становника у току последњих година